# Stanislav Medřík
Stanislav Medřík (* 4. dubna 1966 Nitra, Československo) je československý a slovenský hokejový obránce.

## Hráčská kariéra
S hokejovou kariérou začal v Trenčíne. V sedmnácti letech poprvé okusil nejvyšší hokejovou soutěž, v premiérové sezóně (1983/1984) dostal příležitost ve třech zápasech, ale v následujících 6 letech již patřil do základní sestavy týmu. V rámci týmu si odbyl i základní vojenskou službu. Mužstvo na začátku 90. let bylo silné, herně se mu dařilo a tři roky se drželo na medailových pozicích. Po otevření hranic si na jeden rok odskočil do Rakouska do týmu EK Zell am See, čímž přišel o mistrovský titul, který získal jeho rodný klub. Po odehrané sezóně zvolil návrat do Trenčína, kde strávil další tři roky. Mužstvo pokračovalo v úspěšné sérii a v roce 1994 se dočkal mistrovského titulu v nejvyšší hokejové soutěži Slovenska. V sezóně 1995/1996 na dva roky podepsal smlouvu s HC Zlín. V sezóně 1997/1998 si vyzkoušel druhou nejvyšší německou soutěž, poté opět přišel návrat na Slovensko, v závěru bohaté kariéry hrál ještě jeden rok nižší německé soutěže. Kariéru ukončil v 36 letech v dresu Spartaku Dubnica nad Váhom.
Do reprezentace pronikl již jako junior, účastnil se dvou šampionátů do 18 let, z obou si přivezl medaili. Následovala dvojnásobná účast na Mistrovství světa juniorů, v roce 1985 s medailí, tentokráte za druhé místo. V roce 1986 tým skončil až 5. díky horším vzájemným zápasům s týmy USA a Švédska.
Za Československo se zúčastnil jednoho mistrovství světa v roce (1991. Celkem v reprezentačním dresu odehrál 23 zápasů a vstřelil 1 gól.
Po rozpadu Československa úspěšně reprezentoval Slovensko, v roce 1994 se zúčastnil Zimních olympijských her v norském Lillehammeru, kde tým Slovenska překvapivě vyhrál základní skupinu B. Mužstvo vypadlo ve čtvrtfinále s Ruskem, kdy zápas byl rozhodnut až v 9. minutě prodloužení. Poté mužstvu pomohl vybojovat během dvou let účast v elitní skupině Mistrovství světa, na kterém si zahrál ještě dvakrát. V roce 1996 si zahrál jeden zápas na Světovém poháru 1996 . V reprezentačním dresu Slovenska přidal 89 zápasů a vstřelil 11 gólů.

## Trenérská kariéra
Zůstal u hokeje, v sezóně 2013/2014 působil jako asistent trenéra u týmu EHC Linz U20.

## Reprezentace
Statistiky reprezentace na Mistrovstvích světa a Olympijských hrách:
| Turnaj             | Místo konání                          | Z  | G | A  | B  | Umístění      | Soupisky          |
| ------------------ | ------------------------------------- | -- | - | -- | -- | ------------- | ----------------- |
| MS 1991            | Finsko (Tampere, Turku a Helsinky)    | 10 | 0 | 1  | 1  | 6. místo      | Soupiska MS 1991  |
| MS 1994 (skup.C/1) | Slovensko (Poprad a Spišská Nová Ves) | 6  | 1 | 4  | 5  | Zlatá medaile |                   |
| ZOH 1994           | Norsko (Lillehammer)                  | 8  | 0 | 0  | 0  | 6. místo      | Soupiska ZOH 1994 |
| MS 1995 (skup.B)   | Slovensko (Bratislava)                | 7  | 1 | 5  | 6  | Zlatá medaile |                   |
| MS 1996            | Rakousko (Vídeň)                      | 5  | 2 | 0  | 2  | 10. místo     | Soupiska MS 1996  |
| MS 1997            | Finsko (Helsinky, Turku, Tampere)     | 7  | 0 | 0  | 0  | 9. místo      | Soupiska MS 1997  |
| Celkem na MS (1x)  |                                       | 35 | 4 | 10 | 14 |               |                   |
| Celkem na ZOH (1x) |                                       | 8  | 0 | 0  | 0  |               |                   |